# ياسمين ثلاثي الأقسام
ياسمين ثلاثي الأقسام (الاسم العلمي:Jasminum trichotomum) هو نوع من النباتات يتبع جنس الياسمين من الفصيلة الزيتونية.